# Митропольский, Юрий Иванович
Ю́рий Ива́нович Митропо́льский (30 мая 1935, Москва — 9 апреля 2019) — советский и российский специалист в области вычислительной техники, педагог, член-корреспондент РАН (1990).
Участвовал в создании ЭВМ БЭСМ-6, системы обработки данных АС-6, суперкомпьютерной системы «Электроника СС БИС-1» (первый заместитель Главного конструктора). Сфера научной деятельности Ю. И. Митропольского: комплексные исследования и разработка архитектуры, аппаратных средств и методов проектирования высокопроизводительных вычислительных систем. На основе предложенной учёным концепции построения неоднородных вычислительных суперсистем создано направление научных исследований по мультиархитектурным вычислительным суперсистемам.

## Биография
В 1958 году окончил факультет электровакуумной техники и специального приборостроения Московского энергетического института. В 1972 году защитил кандидатскую диссертацию «Периферийный процессор системы АС-6», в 1984 году защитил докторскую диссертацию «Специализация аппаратных средств в современных высокопроизводительных системах». В 1989 году ему было присвоено звание профессора. 15 декабря 1990 года избран членом-корреспондентом АН СССР по Отделению информатики, вычислительной техники и автоматизации РАН (специальность «Вычислительная техника»).
Работал старшим научным сотрудником в Центральном научно-исследовательском институте чёрной металлургии (1958—1963) и Институте точной механики и вычислительной техники АН СССР (1963—1978), руководил отделениями в НИИ «Дельта» (1978—1991) и Институте проблем кибернетики РАН (1991—1994). В 1994—1999 годах — заместитель директора по науке в Институте высокопроизводительных вычислительных систем РАН, в 1999—2007 годах — заведующий отделом Института системного анализа РАН. С 2007 года являлся главным научным сотрудником Физико-технологического института РАН.
Был членом Экспертного совета РФФИ и редакционного совета журнала «Электроника: наука, технология, бизнес». Заведовал кафедрой высокопроизводительных вычислительных систем и оптоэлектроники Московского физико-технического института. Под руководством Ю. И. Митропольского защищено 7 кандидатских и 4 докторских диссертаций. Также он лично написал книгу и получил несколько медалей.
Скончался 9 апреля 2019 года. Похоронен на Ваганьковском кладбище Москвы.

### Семья
- Супруга — Антонина Тихоновна.
- Дети — сын Алексей Юрьевич, сын Всеволод Юрьевич.

## Публикации
1. Митропольский Ю. И. «Мультиархитектура — новая парадигма для суперкомпьютеров». — Электроника: наука, технология, бизнес. 2005. № 3. С. 42 — 47.[3]
2. Митропольский Ю. И. Развитие архитектуры ЭВМ от БЭСМ-6 до суперкомпьютеров[4]
3. Митропольский Ю. И. Мультиархитектурная вычислительная суперсистема — Труды Первой Всероссийской научной конференции «Методы и средства обработки информации». М.: МГУ. 2003. С. 131—136.[5]
4. Митропольский Ю. И. МУЛЬТИАРХИТЕКТУРНЫЕ ВЫЧИСЛИТЕЛЬНЫЕ СУПЕРСИСТЕМЫ — Электронный журнал ВЫЧИСЛИТЕЛЬНЫЕ СЕТИ. Теория и практика / NETWORK-JOURNAL 2008, № 2 (13): 2.1[6]